# Rio Xapuri
Rio Xapuri är ett vattendrag i Brasilien.   Det ligger i delstaten Acre, i den västra delen av landet, 2 300 km väster om huvudstaden Brasília.
Omgivningarna runt Rio Xapuri är huvudsakligen savann. Runt Rio Xapuri är det mycket glesbefolkat, med 2 invånare per kvadratkilometer.